# Cenagnàtids
Els cenagnàtids (Caenagnathidae) constitueixen una família de dinosaures teròpodes maniraptors similars als ocells dins el clade dels oviraptorosaures, anomenada originalment com un ordre avançat d'ocells no voladors per Charles Hazelius Sternberg l'any 1940. Mentre que eren més avançats que oviraptorosaures més antics com el Caudipteryx, els quenagàntids eren força primitius en comparació amb els seus parents propers, els oviraptòrids, tot i que això no redueix la variació distintiva i la naturalesa única del grup. Mentre que els oviraptòrids tenien musells molt escurçats, les mandíbules dels quenagnàtids eren llargues i poc profundes amb un dentari allargat i una símfisi estesa. De fet, la mandíbula d'un quenagnàtid és la seva característica més distintiva, històricament, l'estructura interna és diferent de la d'altres dinosaures, incloent els oviraptòrids. Els quenagnàtids són ben coneguts per la seva anatomia cranial, però les formes més primitives es coneixen únicament a partir de restes postcranials, i inclouen noves característiques com un turmell fusionat (com també es veu en el similar i possiblement emparentat Avimimus portentosus), i una cua extremadament curta, possiblement amb un pigòstil com en Nomingia gobiensis, i amb cames excepcionalment llargues i primes, que els donaven una aparença gràcil que podria haver estat similar a alguns dels ocells ratites més petits, com l'emú.